# Carlo Maria Giulini
Carlo Maria Giulini (Barletta, 9 de maio de 1914 – Brescia, 14 de junho de 2005) foi um regente de orquestra e violista italiano.

## Biografia
Giulini estudou viola e composição na Accademia Nazionale di Santa Cecilia em Roma.
Mais tarde estudou condução de orquestra com Bernardino Molinari.
Giulini trabalhou na Rádio Milão de 1946 a 1951.
Arturo Toscanini ouviu uma produção de Il Mondo della luna de Haydn; e recomendou Giulini para o cargo de diretor musical do La Scala, onde permaneceu de 1953 a 1956.
Em 1958, realizou uma aclamada produção de Don Carlos de Verdi no Royal Opera House, Covent Garden. Durante a década de 1960, ele fez inúmeras gravações bem-recebidos com a Philharmonia Orchestra de Londres.
Após 1968 Giulini abandona a ópera, como resultado de não querer comprometer a sua visão artística, concentrando-se em obras orquestrais. Atuou como principal regente convidado da Sinfônica de Chicago de 1969 a 1978, e foi nomeado diretor musical da Sinfônica de Viena em 1973. De 1978 a 1984, atuou como diretor musical e maestro principal da Orquestra Filarmônica de Los Angeles, com performances da 9a Sinfonia de Beethoven. Em 1982, regressou uma vez mais para a ópera, realizando uma controversa produção de Falstaff de Verdi.
Óperas de Giulini mais notáveis, incluem gravações de 1959 com a Philharmonia Orchestra e Chorus versões da ópera de Mozart Le Nozze di Figaro e Don Giovanni pela EMI, bem como a gravação de 1955 de La Traviata com Maria Callas. Outros registos de orquestral incluem La Mer e Noturnos de Debussy, da 9.ª Sinfonia de Dvořák e 6.ª Sinfonia de Tchaikovsky com a Philharmonia Orchestra, da Mussorgsky Quadros de uma Exposição, a 4.ª Sinfonia de Brahms e a 1.ª e 9.ª sinfonias de Mahler com a Orquestra Sinfônica de Chicago, a 3.ª e a 5.ª sinfonias de Beethoven e a 3.ª sinfonia de Schumann com a Los Angeles Philharmonic Orchestra, Das Lied von der Erde de Mahler com a Orquestra Filarmónica de Berlim, as quatro sinfonias de Brahms, a 7.ª, 8.ª e 9.ª sinfonias de Bruckner com a Filarmônica de Viena, e a 7.ª sinfonia de Dvořák com a Royal Concertgebouw Orchestra de Amesterdão. A maior parte destes discos foram gravados para a etiqueta Deutsche Grammophon.
Giulini e sua esposa, Marcella (m. 1995), tiveram três filhos. Giulini morreu em  Bréscia, Itália, aos 91 anos.

## Prêmios e reconhecimentos
- Gramophone Award
  - 1981 Beethoven Violin Concerto in D Major; Itzhak Perlman / Philharmonia Orchestra (EMI)[3]
- Grammy Award for Best Choral Performance
  - 1981 Mozart: Requiem; Norbert Balatsch (choirmaster) / Philharmonia Orchestra & Chorus
- Grammy Award for Best Classical Album
  - 1979 Brahms: Concerto For Violin in D; Itzhak Perlman / Chicago Symphony
- Grammy Award for Best Engineered Album, Classical
  - 1965 Britten: The Young Person's Guide to the Orchestra; Philharmonia Orchestra
- Grammy Award for Best Instrumental Soloist Performance
  - 1989 Mozart:Piano Concerto No. 23; Vladimir Horowitz / La Scala Orchestra
- Grammy Award for Best Orchestral Performance
  - 1972 Mahler: Symphony No. 1 in D; Chicago Symphony
  - 1978 Mahler: Symphony No. 9 in D; Chicago Symphony